# Volatinia jacarina
Volatinia jacarina, е малка птица от семейство Тангарови (Thraupidae). Понякога видът е класифициран към семейство Овесаркови, но най-новите проучвания отхвърлят тази класификация. Видът е разпространен в южно Мексико, цяла Централна Америка и Южна Америка до северната част на Чили, Аржентина и Парагвай. Видът е разпространен и на антилските острови Тринидад и Тобаго. Той е единственият представител на род Volatinia.
Птицата обитава полуоткрити площи. Тя изгражда малко чашковидно гнездо и снася в него от едно до три бледозелени яйца с червеникаво кафяви петна. И двамата родители участват в мътенето на яйцата и отглеждането на малките.
Възрастните птици са с дължина на тялото от 10,2 cm и с тегло 9,3 грама. Мъжкият е с лъскаво синьо-черно оперение, с черна опашка и крила. Подкрилието е с бяла окраска и се вижда при полет. Женските и незрелите птици са кафяви с тъмни бежови ивици. Менюто им е съставено предимно от семена на растения.